# 1964 en Norvège
Chronologie de la Norvège
- 1960
- 1961
- 1962
- 1963
- 1964
- 1965
- 1966
- 1967
- 1968

Cet article présente les faits marquants de l'année 1964 en Norvège ou relatifs à la Norvège.

## Gouvernance
- Olav V est roi de Norvège.
- Einar Gerhardsen est le chef du gouvernement.

## Événements
- 1er août : inauguration de la gare d'Arna, située sur la Ligne de Bergen dans le quartier d'Indre Arna de l'arrondissement d'Arna à Bergen.
- 10 décembre : Martin Luther King reçoit le prix Nobel de la Paix à Oslo[1].

## Sport
- La Norvège participe aux Jeux olympiques d'été de 1964 à Tokyo. Les 26 athlètes norvégiens présents, 24 hommes et 2 femmes, n'ont pas obtenu de médaille.
- La saison 1964 du Championnat de Norvège de football était la 2e édition de la première division norvégienne à poule unique, la Tippeligaen. Les 10 clubs jouent les uns contre les autres lors de rencontres disputées en matchs aller et retour. Les critères de qualification en C1 sont modifiés pour coller au modèle habituel utilisé par les championnats scandinaves : ainsi, le club leader après la fin des matchs aller est qualifié pour la C1 1964-1965 tandis que le club champion de Norvège en fin de saison est qualifié pour la C1 1965-1966. C'est le FC Lyn Oslo qui termine en tête du championnat. C'est le premier titre de champion de Norvège de son histoire. À la fois leader à mi-parcours et champion de Norvège, le club s'assure ainsi une participation à la Coupe d'Europe des clubs champions pendant 2 saisons.

## Culture
- La Norvège a participé au Concours Eurovision de la chanson 1964 le 21 mars à Copenhague. C'est la 5e participation norvégienne au Concours Eurovision de la chanson. Le pays est représenté par le chanteur Arne Bendiksen et la chanson Spiral, sélectionnés par la Norsk rikskringkasting au moyen de la finale nationale Melodi Grand Prix.

## Naissances
- Naissance en Norvège en 1964

## Décès
- Décès en Norvège en 1964